# Noccaea nevadensis
Noccaea nevadensis là một loài thực vật có hoa trong họ Cải. Loài này được (Reut.) F.K. Mey. mô tả khoa học đầu tiên năm 1973.